# Pau Vadell Vallbona
Pau Vadell Vallbona (Calonge (Santanyí), Mallorca - 28 d'octubre del 1984) és un escriptor, poeta i editor mallorquí. Membre fundador del col·lectiu Pèl Capell.
Fou coeditor de l'antologia "Pedra foguera, antologia de poesia jove dels Països Catalans", organitzador de diversos homenatges a Blai Bonet i participant en centenars de recitals arreu del país i a Alemanya, Sèrbia, Croàcia, Mèxic, Itàlia on també s'han editat una selecció de traduccions dels poemes.
Així mateix com a editor ha creat l'editorial AdiA Edicions a Mallorca. Ha estat coordinador del Comitè d'Escriptors Perseguits del PEN Català [2013-2014], vicepresident de l'Associació d'Escriptors en Llengua Catalana per les Illes (AELC) [2017-2021] i actualment coordina la Casa Blai Bonet. Centre de poesia de Santanyí.

## Obra

### Poesia
- 2005: Quan salives. Palma: Moll
- 2006: El cos que habitam. València: Impenta Llorens
- 2007: Ciutat de llet. Valls: Cossetània
- 2008: Sadoll de seny. Palma: El Tall
- 2009: AKBAR. Palma: Documenta Balear. La Cantàrida
- 2009: Convit al silenci. Barcelona: Viena
- 2009: El poder i la fortor. Barcelona: Tria Llibres
- 2009: Temple. Pollença: Salobre
- 2010: Apèndix City. Palma: Documenta Balear. La Cantàrida
- 2012: Carnatge. Palma: Lleonard Muntaner
- 2014: Sang cremada. Palma: Moll
- 2015: Traït. València: 3i4
- 2017: Esquenes vinclades. Barcelona: Edicions 1984
- 2019: Terra llarga. Barcelona: LaBreu Edicions
- 2023: Cremen desordres. Calonge: AdiA Edicions
- 2024: Uralita. Barcelona: LaBreu Edicions

### Traduccions
- 2011: Blues en setze (Blues in sedici) de Stefano Benni. Palma: Lleonard Muntaner
- 2013: Parasceve de Blai Bonet (traducció al castellà). Palma: Lleonard Muntaner
- 2018: La mel de Tonino Guerra (Traducció romanyol-català) juntament amb Lucia Pietrelli. Calonge. Adia Edicions.
- 2019: Mandrágora de Josep Maria Llompart (Traducció al castellà) juntament amb Lucia Pietrelli. Barcelona. Calambur.

## Premis i reconeixements
- 2005: Premi Bernat Vidal i Tomàs de poesia per Quan salives
- 2007: Accèssit al Premi Gabriel Ferrater per a Joves d'Òmnium Cultural del Baix Camp per Ciutat de llet[4]
- 2008: Premi de Poesia Josep Maria López Picó per Convit al silenci
- 2009: Premi Miquel Àngel Riera de poesia per Temple[5]
- 2012: Accèssit al Premi Pare Colom de poesia per Carnatge[6]
- 2014: Premi Vila de Lloseta de Poesia per Sang cremada[7]
- 2014: Premi Senyoriu d'Ausiàs March per Traït
- 2017: Jocs Florals de Barcelona[8]
- 2024: Premi Estrella Mostrejada.